# Architecture civile de Caen
Caen, capitale de la Basse-Normandie, abrite de nombreuses familles nobles et bourgeoises qui se font construire des hôtels particuliers. Les bombardements de 1944 en détruisent une grande partie, notamment dans le quartier Saint-Jean. Toutefois, on peut encore en admirer un certain nombre dans les différents quartiers qui composent le centre de la cité. Chacun peut être replacé dans le contexte urbain qui l'a vu naître. Les différents types d'hôtel particulier permettent de retracer l'histoire de l’urbanisme caennais d'avant-guerre.
Cette page ne tend donc pas à lister tous les hôtels particuliers de Caen mais à répertorier ceux qui peuvent être intégrés dans une lecture de l'évolution de l'urbanisme de la capitale bas-normande.

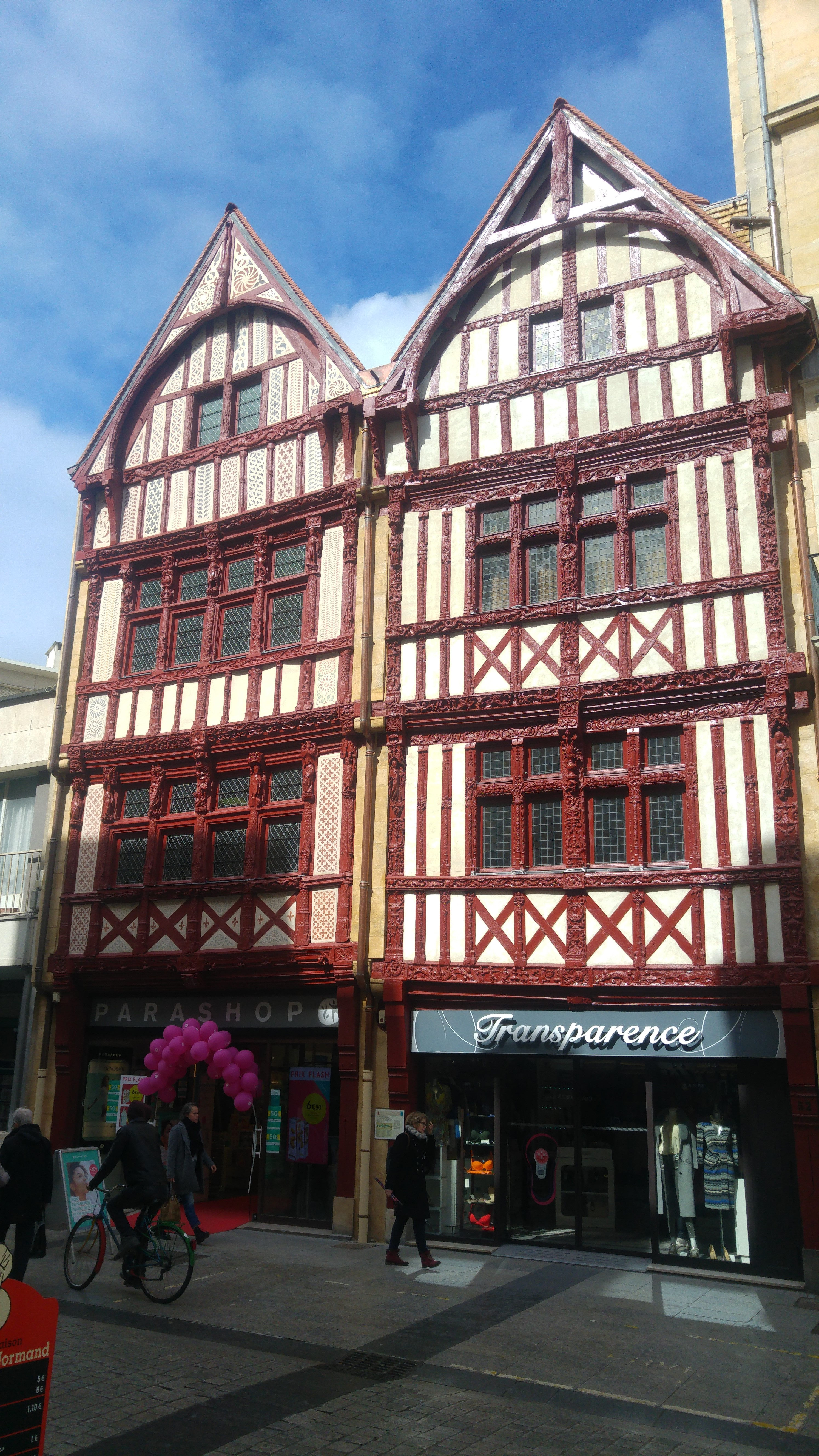
rue Saint-Pierre, XVIe siècle.

## Les origines
- Les maisons de ville : nos 52-54 rue Saint-Pierre (début du XVIe siècle), Maison des Quatrans (XVe siècle et 1re moitié du XVIe siècle) et Hôtel des Écuyers (fin du XVe siècle).

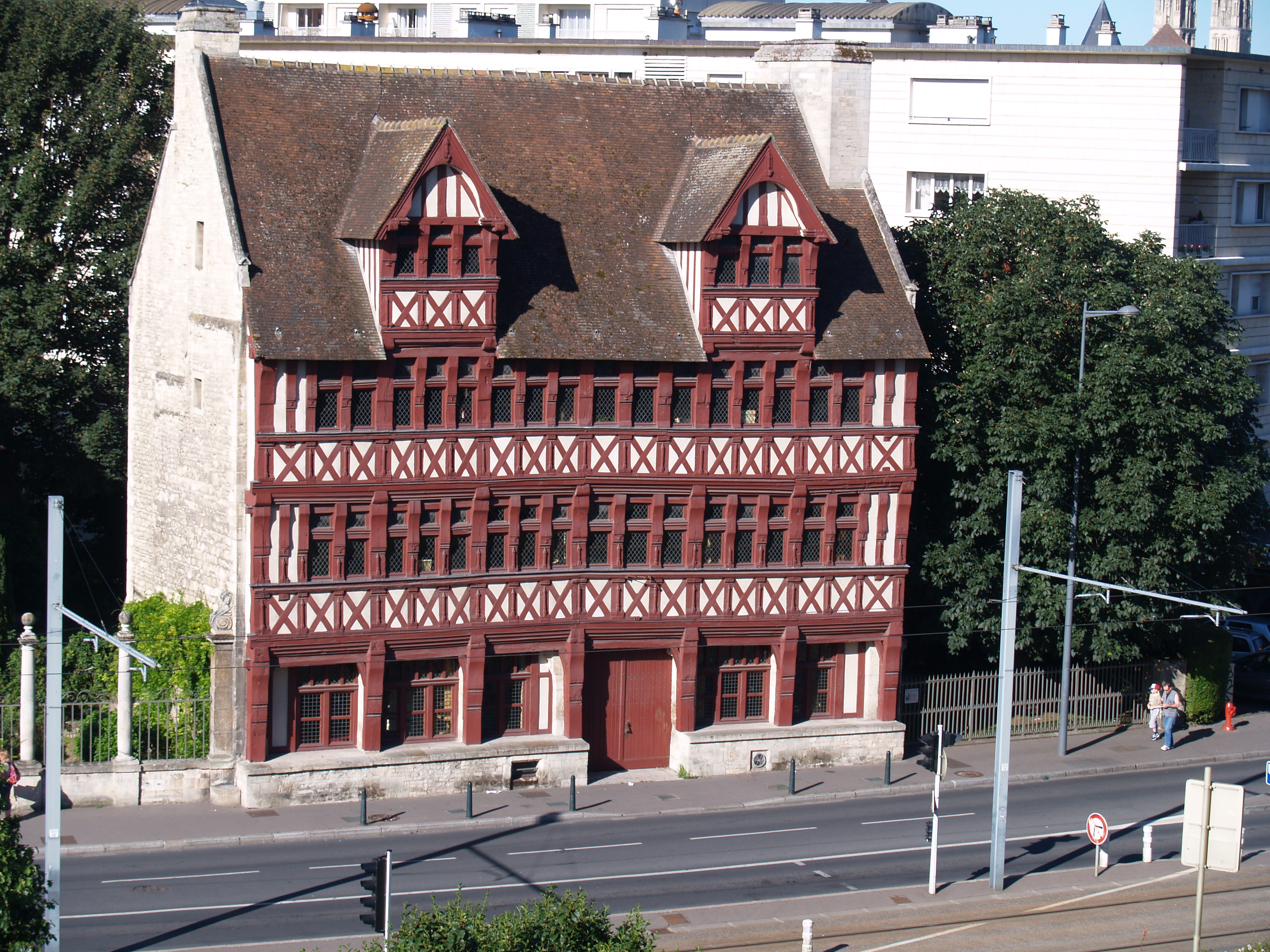
Maison des Quatrans,.

Au XIe siècle, Guillaume le Conquérant entoure de murs la ville qui se développe au pied du château. Traditionnellement, dans ce tissu urbain enserré dans ses murailles et où la place est rare, on privilégie les parcelles profondes et étroites sur lesquelles on construit des édifices à mur pignon bâtis sur trois voire quatre niveaux.
Les nos 52 et 54 rue Saint-Pierre avec leurs façades en bois nous offrent aujourd’hui encore un bon exemple de cet urbanisme médiéval. Ces maisons sont construites au tout début du XVIe siècle ; le no 54 appartient à un riche marchand de Caen, Michel Mabré, échevin de la ville en 1509.
Seule la façade noble, sur la rue, est en bois, la pierre de Caen étant largement utilisée pour l'habitat civil particulier dès le XIIe siècle. Ce procédé est assez courant ; on peut également le constater en faisant le tour de la Maison des Quatrans, construite vers 1460 par un riche tanneur. Encore une fois, seule la façade donnant sur rue de Geôle est à pan de bois, alors que le reste de l'édifice, notamment sa tourelle construite en 1541, est en pierre.

## La Renaissance

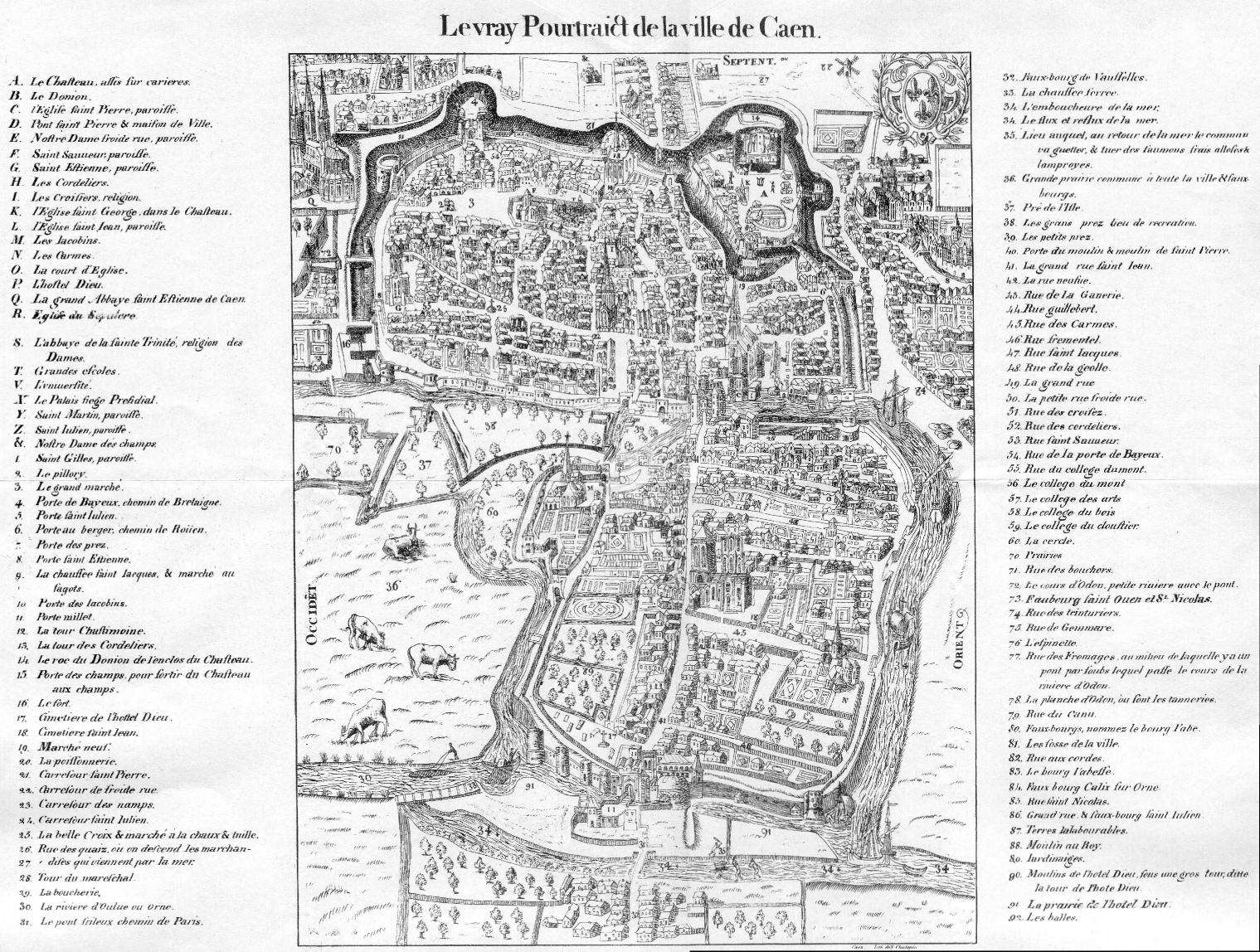
Le vray Pourtraict de Caen en 1575 par François de Belleforest.

- Les premiers hôtels particuliers : Hôtel de Than (entre les années 1520 et 1530), Hôtel d'Escoville (vers la fin des années 1530), Hôtel de Mondrainville (1549) et Hôtel du Grand-Cerf.

Au XVIe siècle, les riches bourgeois et l'aristocratie commencent à se faire construire de riches demeures reposant sur une vaste emprise au sol permettant d'ordonner autour d'une cour privée, strictement séparée de l'espace public, des bâtiments richement décorés. À partir de cette époque, on peut réellement parler d'hôtels particuliers.
L'Hôtel de Than en est l'un des premiers exemples. Construit au pied de la murailles sur les bords de l'Odon vers 1520-1530 pour Thomas Morel, seigneur de Secqueville et de Than, il est à l'origine organisé autour d'une cour accessible depuis une ruelle partant de la rue Saint-Jean. L'hôtel est malheureusement en grande partie détruit par les bombardements de la Bataille de Caen et on ne restaure que le corps de logis principal, le plus richement décoré ; toutefois, grâce à l'intervention de Marcel Poutaraud, le projet du service du remembrement qui souhaite faire de la cour un passage public est abandonné et l'impasse depuis la rue Saint-Jean est maintenue, ce qui nous permet de mieux saisir l'inscription originale de l'hôtel dans le tissu urbain.
Une nouvelle étape est franchie avec la construction de l'hôtel d'Escoville, vers la fin des années 1530, et de l'hôtel de Mondrainville à la fin des années 1540. Si le plan de l'Hôtel de Than est nouveau, les décorations des lucarnes sont plus traditionnelles ; celles-ci sont remarquablement ornées et leur style est fortement marquée par le goût de la fantaisie et du merveilleux propres à la fin du Moyen Âge et de la Renaissance. En cela, on peut dire que l'hôtel de Than offre une transition vers les Hôtels d'Escoville et de Mondrainville fortement marquée par l'influence italienne et offrant de magnifique exemple de la Renaissance française. La présence de loggia sur le modèle de celle que Bramante réalisé au Vatican pour Jules II et la décoration savante mêlant des thèmes d'inspiration biblique et des thèmes profanes issus de l'Antiquité, caractéristique du mouvement de la Renaissance s'oppose à la hauteur de son toit aux pentes très raides (40 % de la hauteur totale du bâtiment) caractéristique de la Renaissance française et normande comme à Fontaine-Henry.

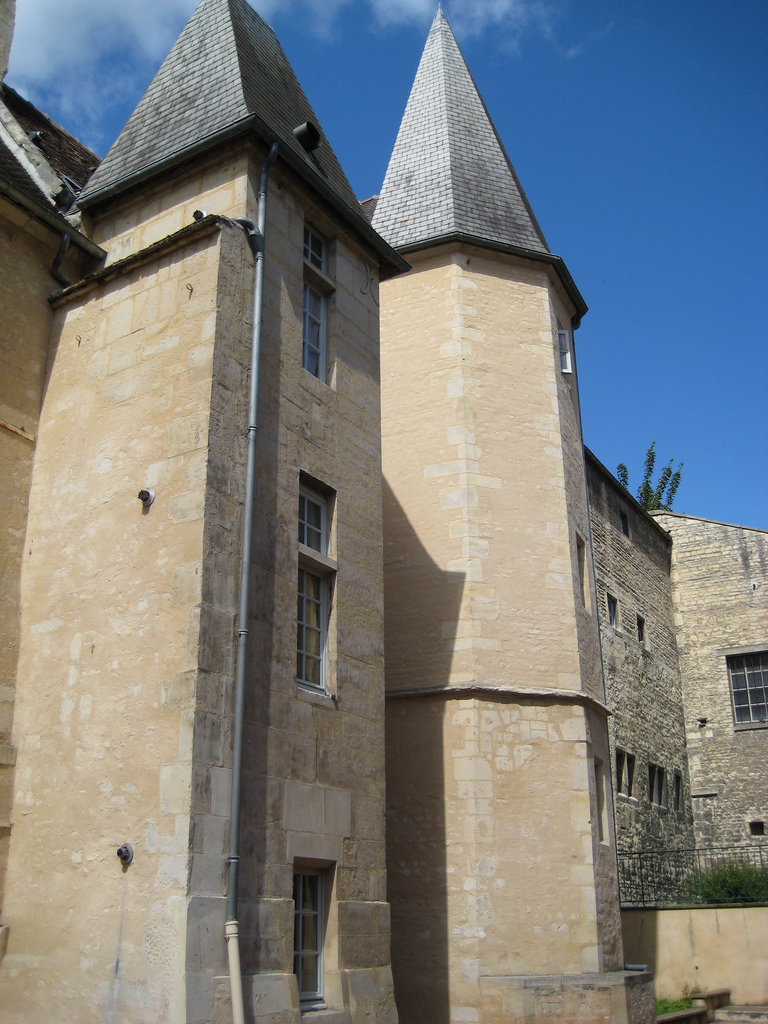
Hôtel du Grand-Cerf (façade est).
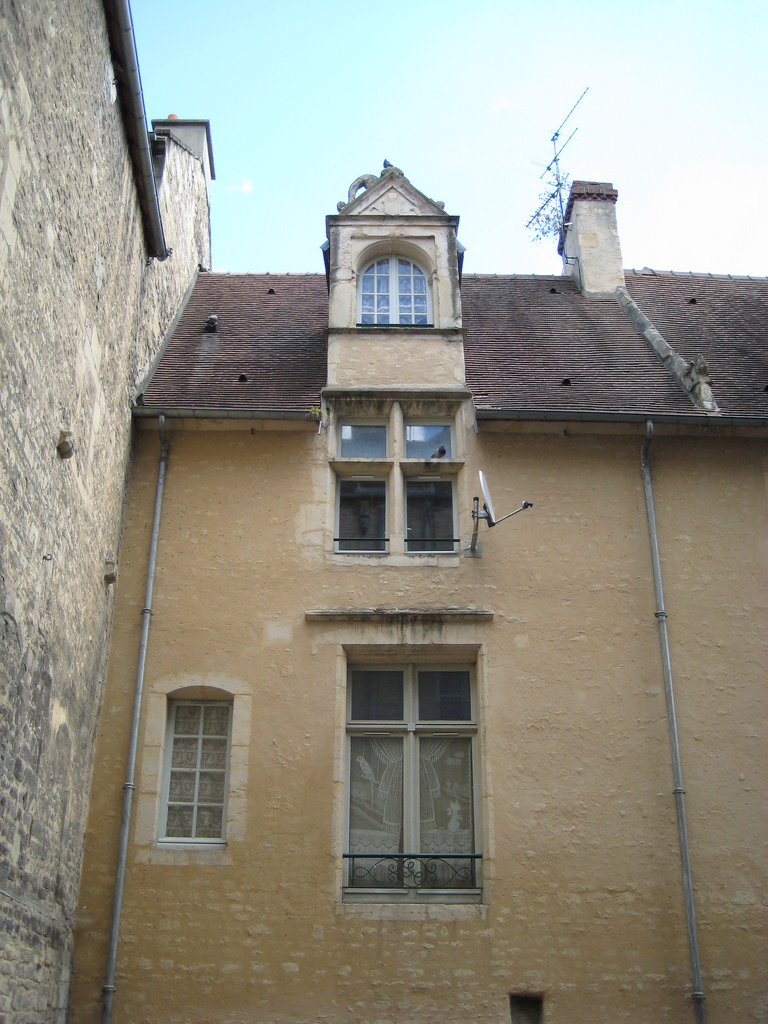
Hôtel du Grand-Cerf (façade ouest).
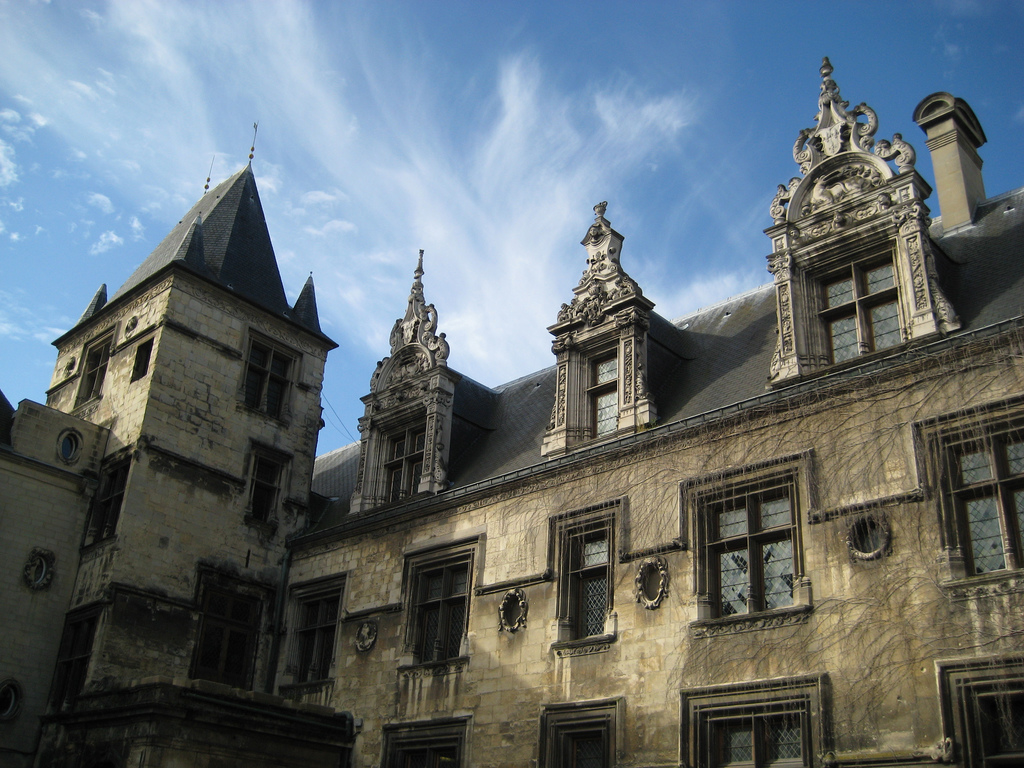
Hôtel de Than.
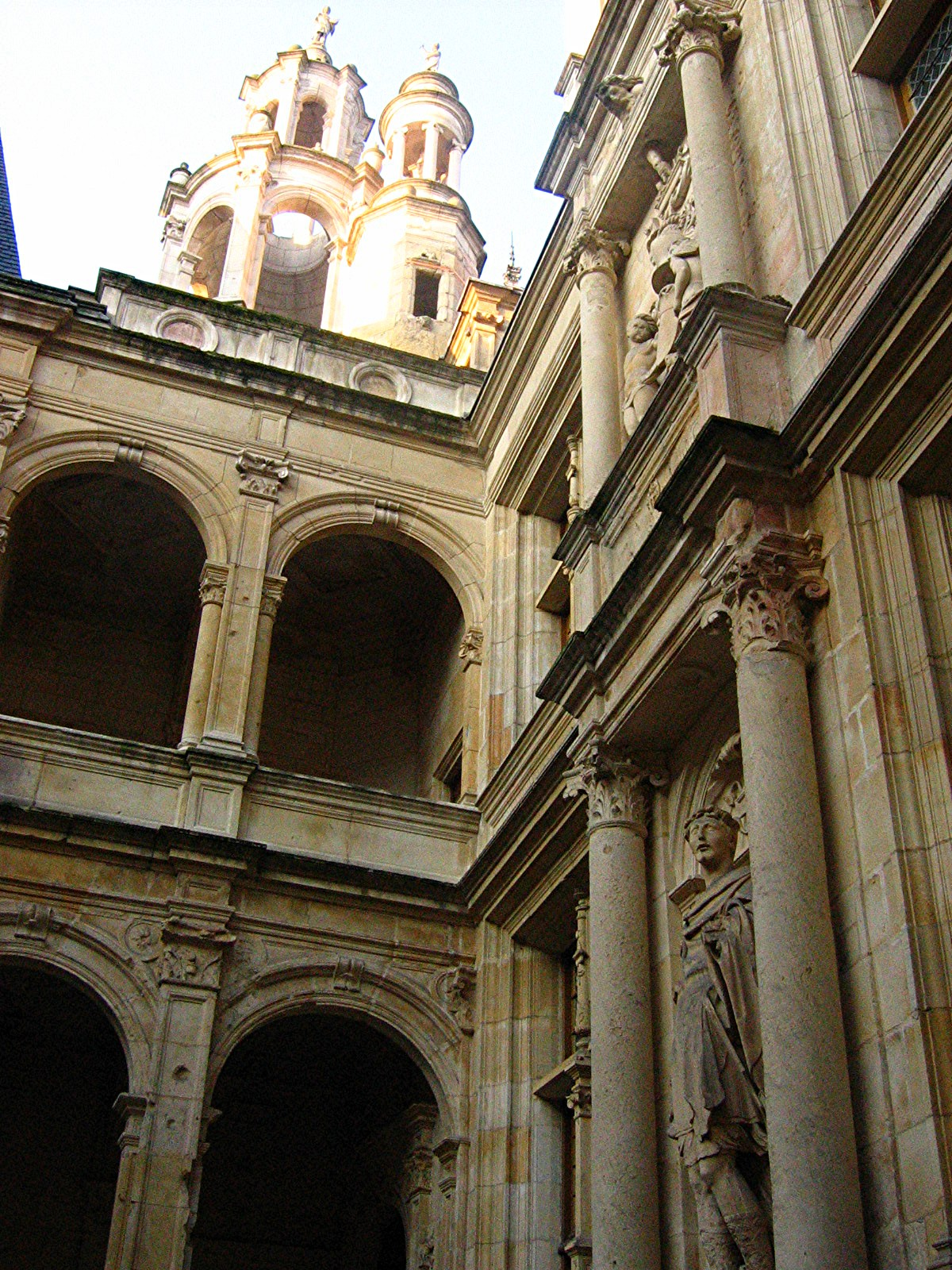
Hôtel d'Escoville.
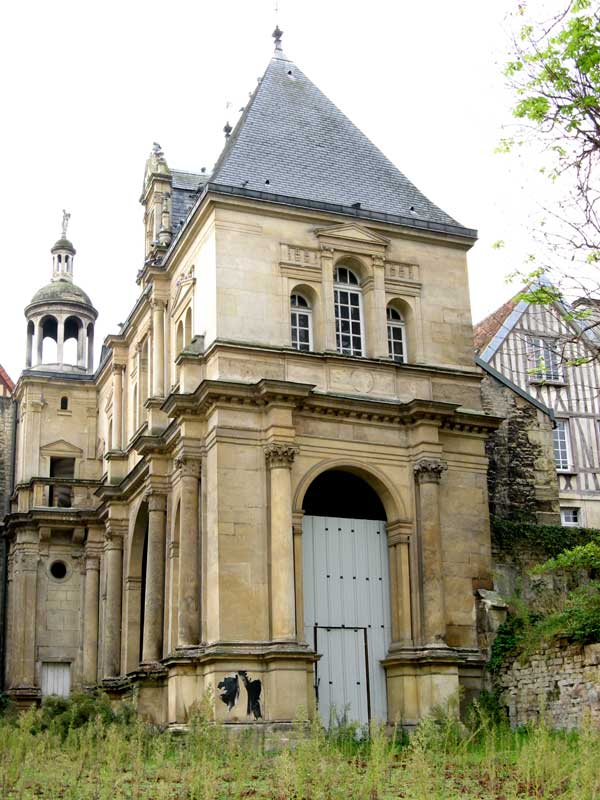
Hôtel de Mondrainville.

## LeXVIIesiècle

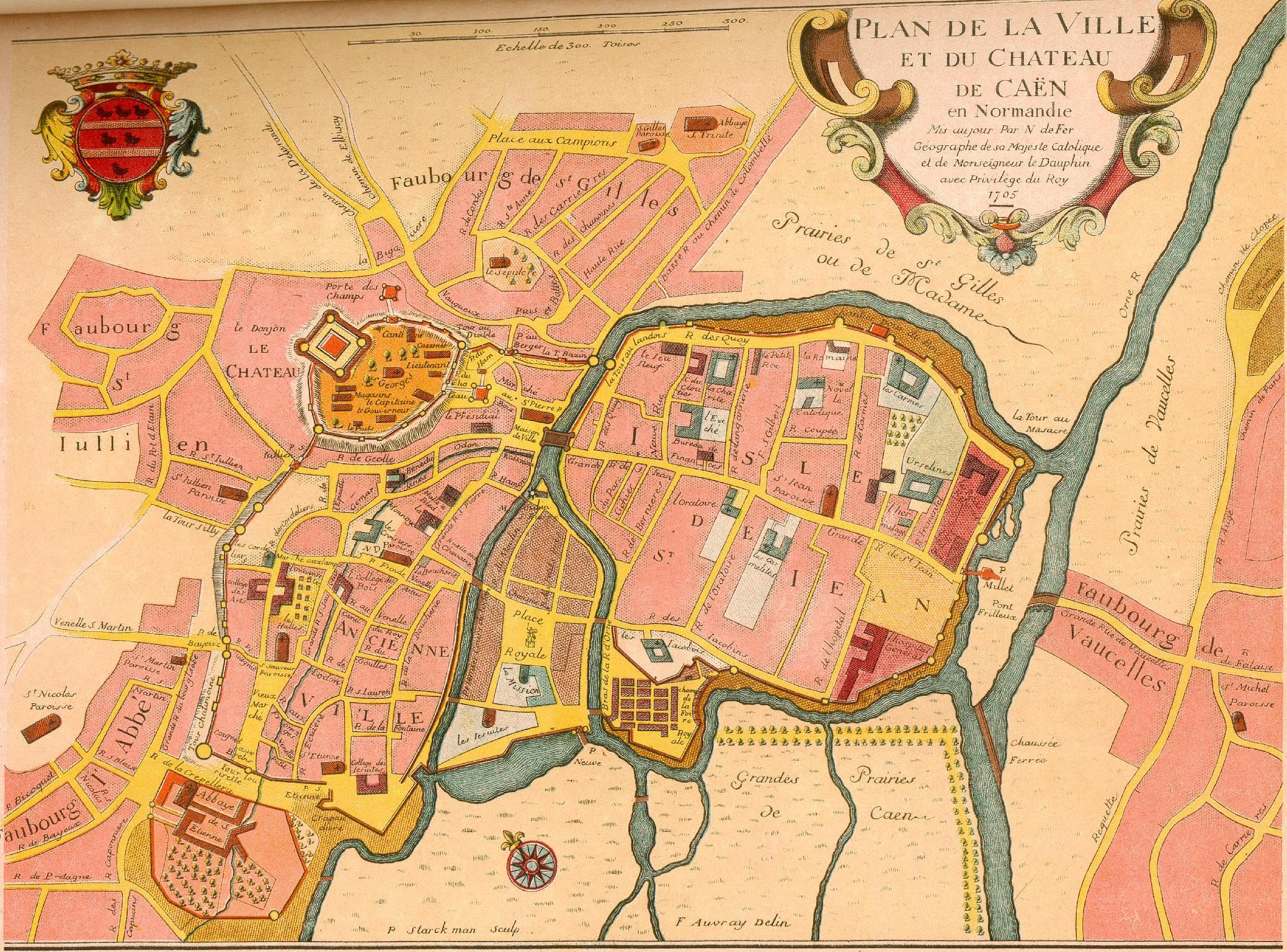
Caen à l'époque classique (1705).

- La Place Royale et ses alentours : Hôtel de Banville, Hôtel Daumesnil et Hôtel Duquesnoy-du-Thon.

Au XVIIe siècle, la croissance démographique et l'essor économique que connaît la ville sous le règne personnel de Louis XIV obligent la cité à repousser ses frontières. La pression démographique contraint la ville à investir les Petits Prés pour y créer un nouveau quartier. Entre 1635 et 1703, un nouvel espace public voit le jour : la Place Royale.
Ce quartier est une des adresses les plus prisées des notables. Afin d'assurer la tranquillité de ces derniers, un garde municipal est chargé de déloger « les fainéants, vagabonds et décrotteurs ». L'analyse des registres de l'impôt du Vingtième, créé en 1750, permet d'étudier le niveau social des riverains de la place. On y trouve 35 contribuables déclarés, imposés pour des revenus allant de 40 à 1 200 livres, alors que des revenus compris entre 10 et 20 livres est courant dans la plupart des rues de la ville. La moyenne du revenu imposé est de 346 livres pour la Place Royale contre 154 livres pour la place Saint-Sauveur (25 contribuables).
La place est victime des bombardements de 1944, mais les plus beaux exemples de l'architecture classique que l'on trouve sur cette place sont épargnés. Il s'agit de l'Hôtel de Banville et surtout de l'Hôtel Daumesnil. On retrouve le même principe d'organisation. L'Hôtel Daumesnil par exemple forme un « U » fermé sur la place par le corps de logis principal, la cour s'ouvrant au contraire sur de vastes jardins qui s'étendent jusqu'au bord de la Noë. La décoration en revanche est nettement plus rigoureuse et frappe par sa finesse et sa sobriété.

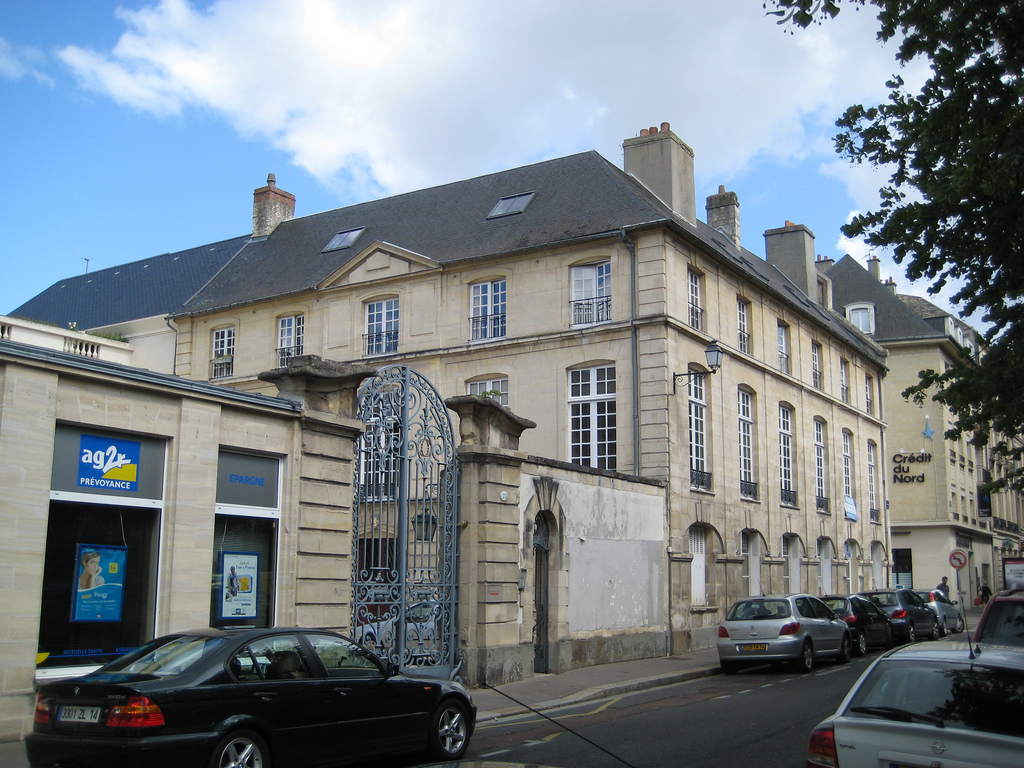
Hôtel de Banville.
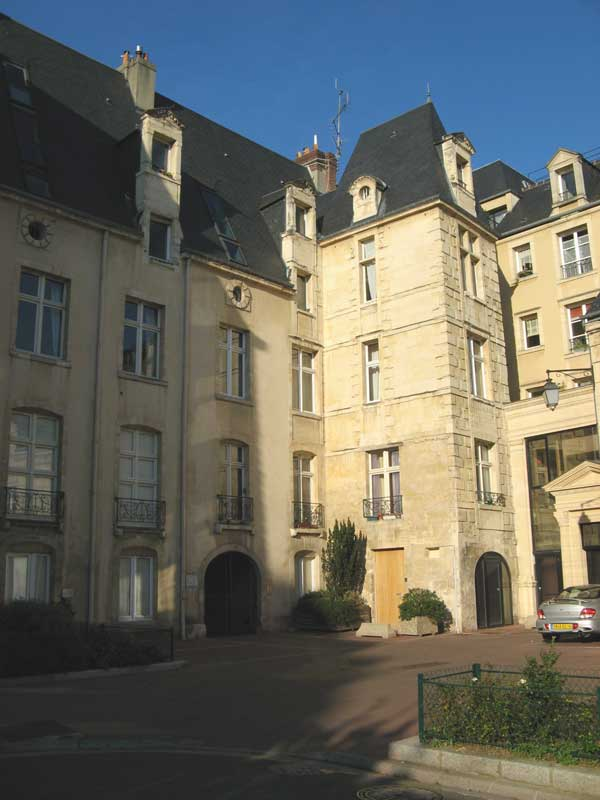
Hôtel Duquesnoy-du-Thon.
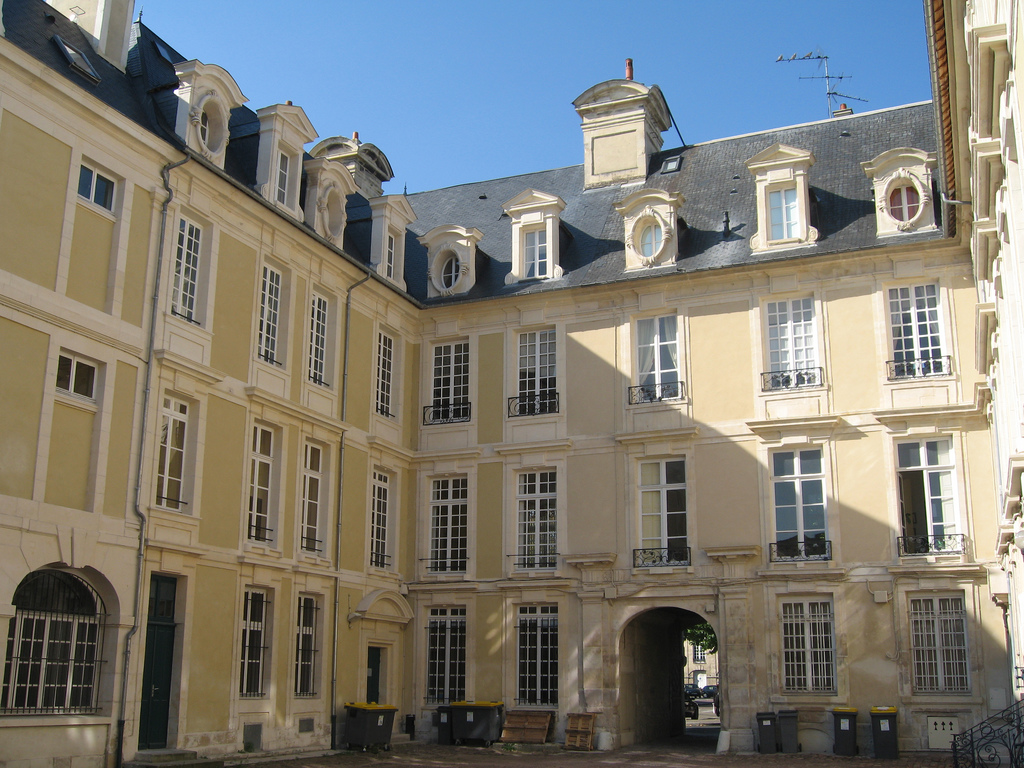
Hôtel Daumesnil.

## LeXVIIIesiècle

Caen en 1817.

- La place Saint-Sauveur : Hôtel Fouet, Hôtel Marescot de Prémare et Hôtel Canteil de Condé.
- L'Île Saint-Jean : Hôtel de Blangy et Hôtel le Brun de Fontenay.

À partir de la fin du XVIIe siècle et du début du XVIIIe siècle, la foire de Caen connaît un développement assez important et la population passe de 25 000 à 32 000 habitants ; la vieille ville se densifie encore un peu plus, on rajoute un étage, le plus souvent le quatrième, aux maisons existantes. Les problèmes de circulation se font de plus en plus difficiles à gérer. Caen est encore une ville à la physionomie héritée du Moyen Âge. Excepté le quartier de la place Royale, le reste de la cité est composé de rues étroites et de ruelles sinueuses, scindées par de nombreux cours d'eau (Petit et Grand Odon et Noë).
Mais au XVIIIe siècle, la ville de Caen s'inscrit dans le grand mouvement de renouveau urbanistique à l'œuvre en France. En 1735, une ordonnance des échevins de Caen ordonne le réaménagement de la place Saint-Sauveur ; on fait détruire les anciennes bâtisses médiévales, construites sur des porches, pour permettre aux plus fortunés de construire de somptueux hôtels particuliers sur un nouvel alignement. L'Hôtel de Fouet au no 20 bâti vers 1750 se distingue toutefois par sa taille. Derrière une apparence identique, on peut distinguer des différences entre chaque élément : la clé des baies est tantôt simplement épannelée, tantôt ornée d'une agrafe rococo. Autre différence, tous les immeubles ne sont pas dotés de portes-cochères. Entre 1752 et 1775, le baron François-Jean Orceau de Fontette, intendant de la Généralité de Caen, vient compléter ce réaménagement en créant une nouvelle artère, la rue Saint-Benoît (actuelle rue Saint-Guillaume), se greffant au réseau viaire ancien grâce à la place Fontette. Le Palais de Justice, construit en 1781 et les années 1830-1840, fait l'articulation entre les places Saint-Sauveur et la Fontette qui forment aujourd'hui encore un très bel ensemble caractéristique de l'urbanisme et de l'élégance du XVIIIe siècle, épargné dans sa quasi-totalité par les bombardements de 1944.
L'Hôtel de Fouet, au no 20 actuel, est construit vers 1740 pour M. Fouet, un riche drapier caennais. L'hôtel ne respecte pas totalement les normes prescrites par l'intendant Fontette ; pour voir et être vu, il fait construire son premier étage d'un balcon orné qui court sur toute la façade et dont le garde-corps en ferronnerie est remarquable. Les baies de cet étage sont surmontées de clés en forme de coquille avec des motifs champêtres et rococo qui se déploient sur toute la largeur de la baie. Ainsi l'étage noble est-il bien marqué. Entre les consoles qui soutiennent le balcon, surmontant les ouvertures du rez-de-chaussée, apparaissent des visages sculptés représentant des allégories comme la Mort ou le Temps. Ainsi, bien que l’alignement ne soit pas formellement rompu, l'hôtel Fouet se distingue des immeubles voisins par l'ampleur et la hauteur de sa façade, ainsi que par la richesse exceptionnelle de sa décoration.
Pratiquement face à l'hôtel de Fouet, construit par un membre de la bourgeoisie qui s'affirme de plus en plus au XVIIIe siècle, l'aristocrate Vincent Canteil de Condé, mousquetaire du roi et seigneur de Condé-sur-Seulles, rachète en 1747 une maison à pans de bois appartenant à l'abbaye d'Ardenne et la remplace par un hôtel particulier qui porte son nom, au no 19. La reconstruction n'est pas totale puisque l'on peut encore voir une échauguette sur la façade arrière. Cette demeure présente sur la rue une façade régulière percée d'une porte cochère surmonté d'un fronton. La porte a conservé un beau heurtoir de style Louis XV. Une plus vaste emprise au sol et une décoration plus simple le distingue de l'hôtel de Fouet.

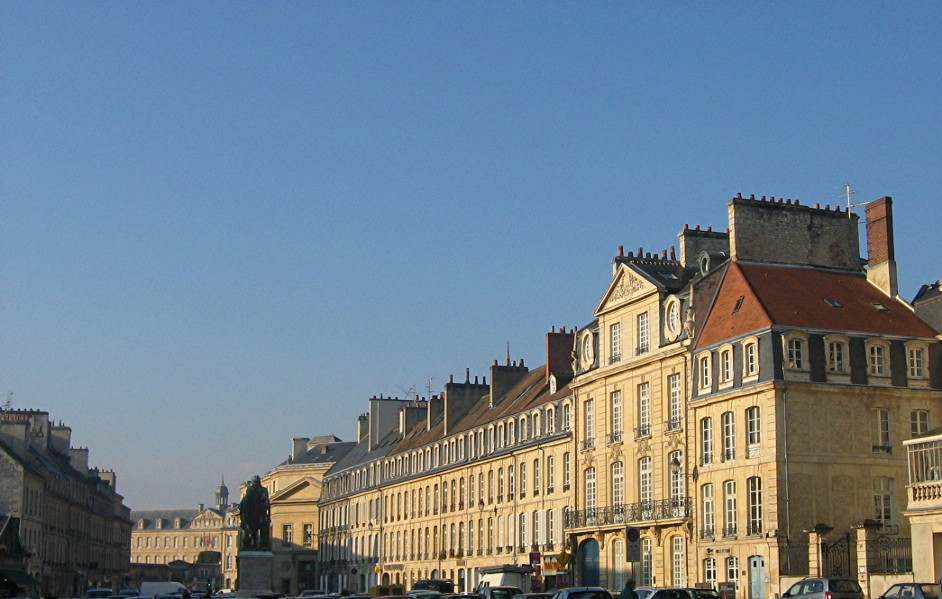
Place Saint-Sauveur, vue générale.
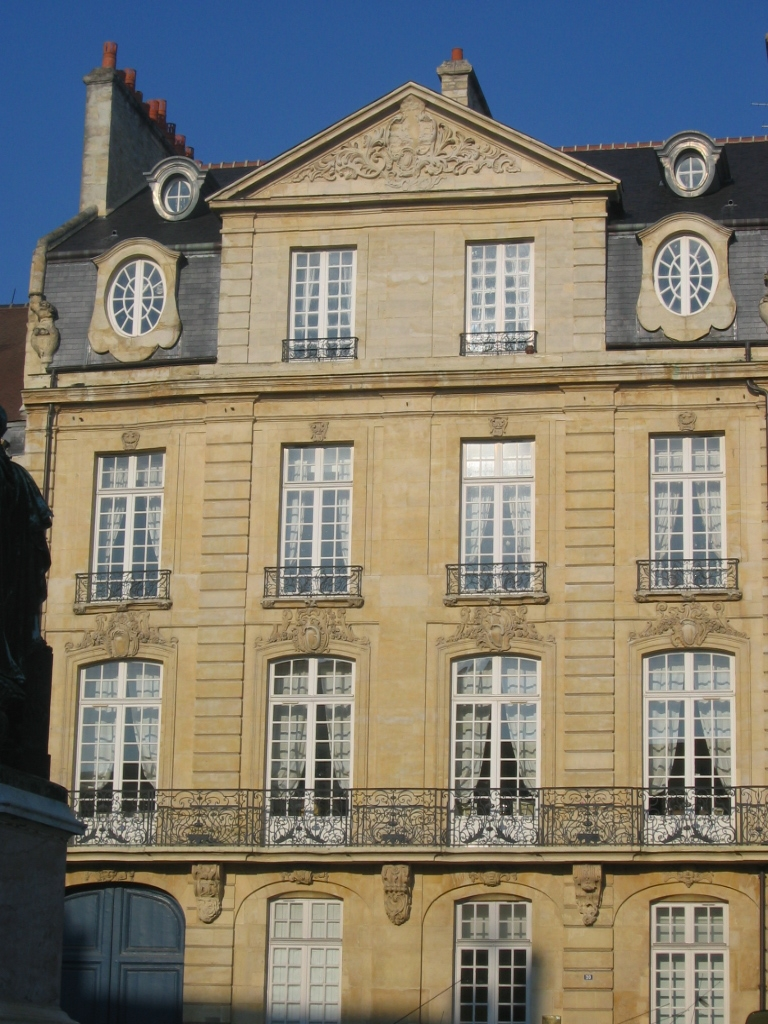
Hôtel de Fouet.
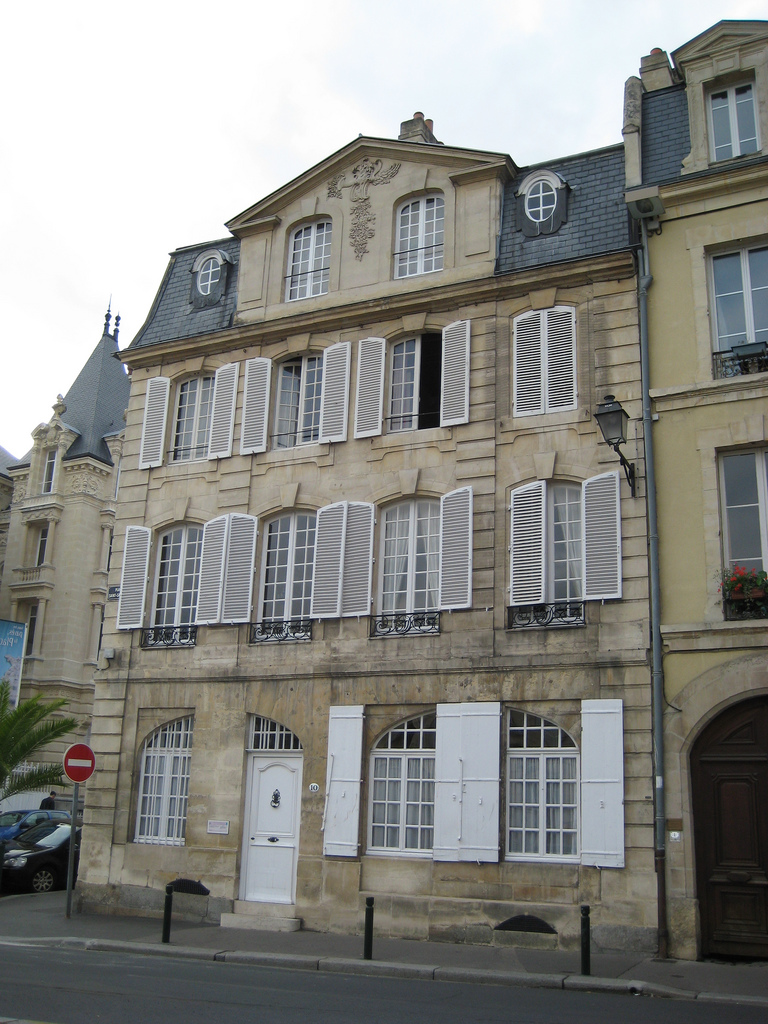
Hôtel Marescot de Prémare.
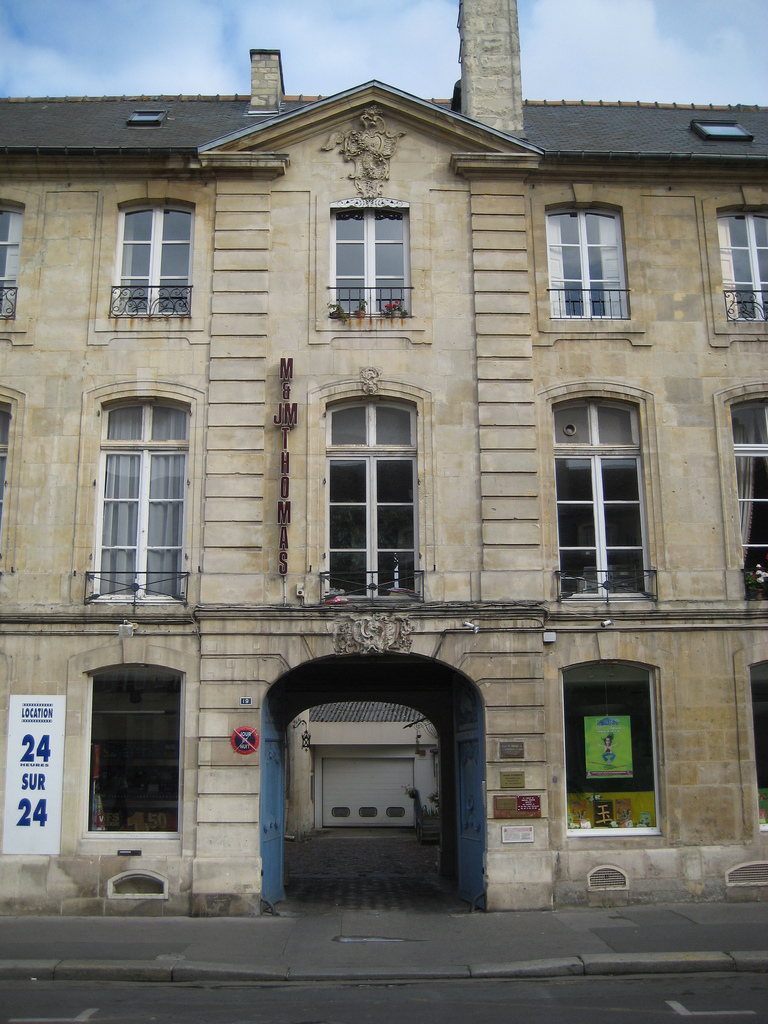
Hôtel Canteuil de Condé.
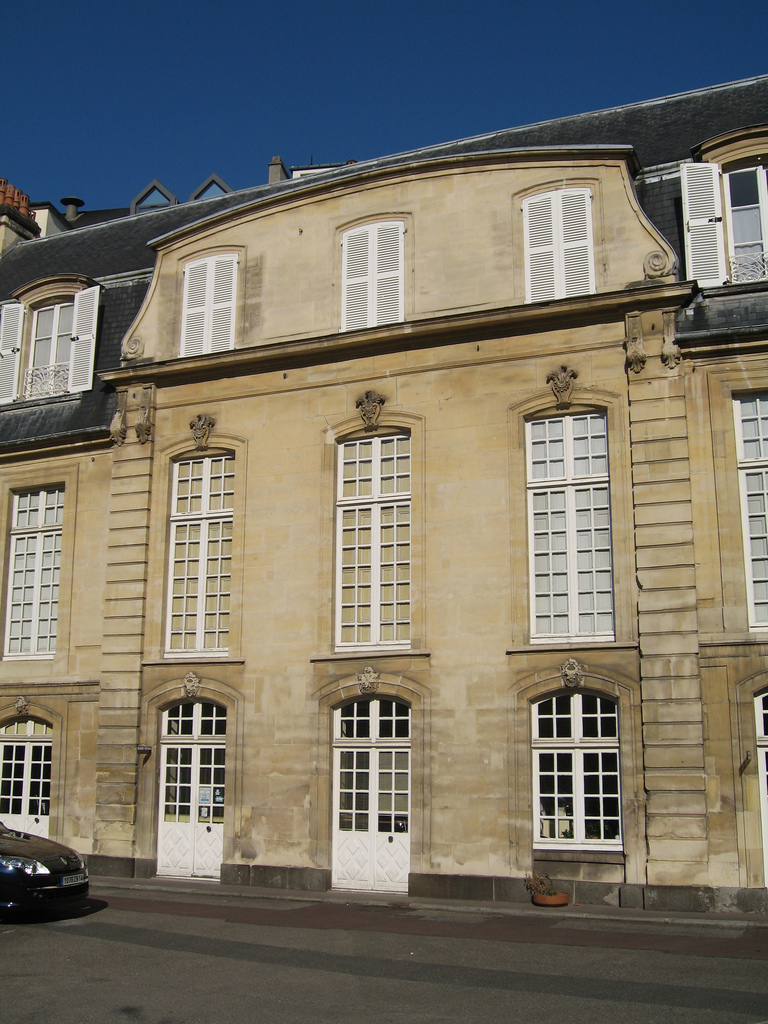
Hôtel de Blangy.

## La Belle Époque

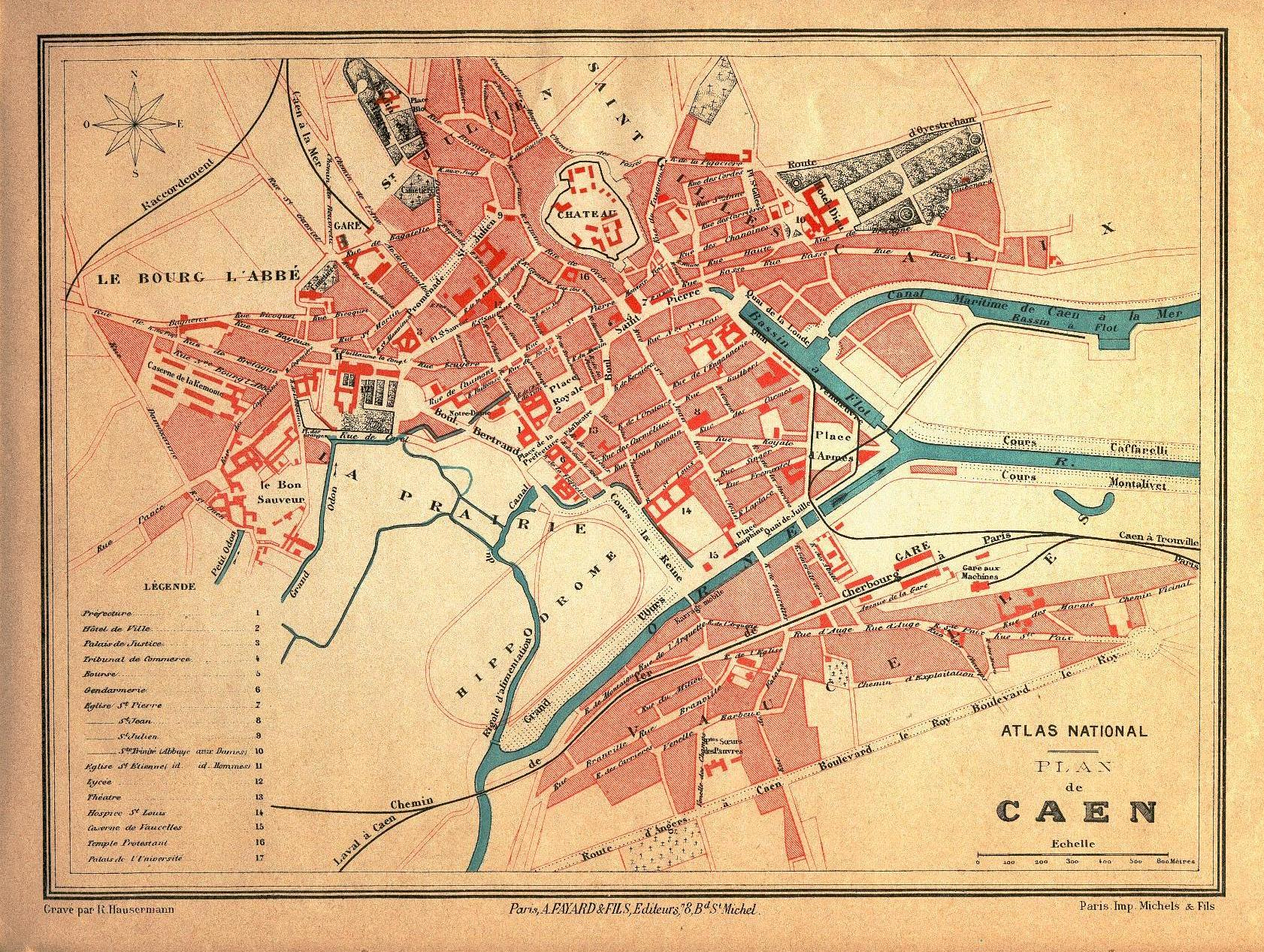
Caen à la Belle Époque (vers 1890).

- L'ère des villas : quartier autour de la gare Saint-Martin et au sud-ouest du Jardin des Plantes.

À la fin du XIXe siècle, la ville de Caen connaît un nouveau développement. On assiste à un renforcement et à un élargissement du centre-ville autour de nouvelles polarisations urbaines. Le nord de la ville plus particulièrement (le secteur de la rue Caponière et le sud de Vaucelles connaissent un développement plus limité) voit se développer de nouveaux quartiers en liaison avec le centre-ville existant. En 1875, la ligne de Caen à la mer est ouverte entre Caen et la côte de la Manche ; en 1884, on construit la gare Saint-Martin pour abriter le terminus de la ligne. Entre ces trois équipements, les terrains sont peu à peu lotis. Les lotissements se couvrent la plupart du temps de grandes maisons bourgeoises,. En effet, cette époque est marquée par le triomphe des théories hygiénistes et la grande bourgeoisie préfère alors se faire construire des villas avec jardins à la périphérie immédiate des villes plutôt que de faire édifier de nouveaux hôtels particuliers dans le tissu urbain existant. Certains membres de la bourgeoisie toutefois se font construire des hôtels particuliers dans un environnement plus urbain : la maison Charbonnier, construite en 1896 par Auguste Nicolas au no 1 de la rue Pémagnie, l'Hôtel des Croisiers, construit en 1874 rue Sadi-Carnot, ou le no 9 rue Écuyère en sont des exemples.
Au tournant du XXe siècle, la ville de Caen offre encore le visage d'une ville médiévale. De nouveaux quartiers sont apparus au XVIIe siècle (place royale) ou sont fortement réaménagés au XVIIIe siècle (place Saint-Sauveur et place Fontette-rue Guillaume-le-Conquérant), mais la majorité de la cité de Guillaume le Conquérant est encore constituée de ruelles étroites, le plus souvent insalubres, les quartiers nouvellement aménagés étant investis par les représentants des classes sociales les plus avantagées. Dans les rues de Vaucelles, Saint-Jean, Saint-Pierre ou vers le Château s'enfoncent de petites allées étroites, noires, tortueuses, voûtés dans presque toute la longueur, très humides et bordées de hautes maisons empêchant la lumière du soleil d'atteindre les niveaux inférieurs. Cet état de fait est aggravé par la présence de nombreux cours d'eau (Grand et Petit Odon et Noë) qui parcourent la ville ; ces rivières servent d'égouts à ciel ouvert et sont souillées par des activités polluantes (blanchisseries en amont du Grand Odon notamment). L'eau est souvent stagnante, surtout en été. La ville, souvent frappée par d'effroyables épidémies de choléra ou de typhoïde (1832, 1849, 1854, 1866 et 1873), est considérée comme une des plus insalubres de France. Le plateau nord entre les faubourgs Saint-Martin et Saint-Julien permet d'être à proximité du centre de la ville, tout en bénéficiant d'un air plus pur et de la proximité relative de la mer grâce à la gare Saint-Martin. Le quartier se développe assez rapidement et en 1921, on demande à Georges Pichereau de bâtir la Clinique Saint-Martin afin de fournir des soins adaptés à la population plus aisée du quartier et de la ville.
De très belles maisons bourgeoises peuvent être admirées aujourd'hui dans le secteur de l'ancienne gare Saint-Martin, à proximité des réservoirs de Beuvrelu et vers le Jardin des Plantes.
- Avenue de Bagatelle (à l'origine, cette voie allait jusqu'à la rue de l'Académie)
  - no 1 (vers 1904-1905, A. Nicolas)
  - no 2 (1885)
  - no 2 bis (1905, Georges Pichereau)
  - no 3 (1907, G. Pichereau)
  - no 4, villa Baumier (1883-1886, Jacques Baumier) -  Inscrit MH (2009)[5]
  - no 5
  - no 7 (Henri Deguernel)
- Rue Desmoueux
  - no 56 (1885, attribuée à Charles Garnier)
- Avenue du Canada (anciennement avenue de Courseulles[Note 6], ouverte en 1876)
  - no 1 (vers 1899, A. Nicolas)
  - no 2 (vers 1910, attribuée à A. Nicolas)
  - no 8 (1894, A. Nicolas)
  - no 10 (vers 1892, A. Nicolas et J.-C. Baumier)
  - no 11 (vers 1895, A. Nicolas et J.-C. Baumier)
  - no 12 (1894, Rouvray)
  - no 13 (1893-1894, A. Nicolas)
  - no 14 (vers 1894, Edmond Hébert)
- Place du Canada (anciennement place de la gare Saint-Martin, ouverte en 1876) 
  - no 1 (1866, Gustave Auvray)
  - no 3 (1896-1897, A. Nicolas)
- Rue des Rosiers (anciennement sente à l'Âne ; la rue a pris son nom actuel en 1884)
  - nos 6-8 (Marie frères)
  - no 26, Pensionnat Saint Joseph (1885, Lamotte)
  - no 45 (début des années 1910, Aumasson)
- Rue Docteur Rayer (à l'origine portion de l'avenue de Bagatelle jusqu'à la rue de l'Académie, cette rue prend son nom actuel en 1886)
  - no 1 (1901, A. Nicolas)
  - no 3 (1899)
  - no 5 (1905, A. Nicolas)
  - no 7 (1905, A. Nicolas)
  - no 11 (1898, A. Nicolas)
  - no 14, Hôtel Bellevue, (dit de Breuvery). Architecte : Jean Justin Pecheverty (?)
- Rue Isidore Pierre (officiellement ouverte en 1896)
  - no 1 (1896-1897, A. Nicolas)
  - no 2 (1895, Eugène Piotin (?))
  - no 6 (1895, E. Piotin)
  - no 8 (1898, Vicialle)
  - nos 9-11 (1899, Rouvray)
  - no 14 (H. Deguernel)
  - no 15 (avant 1899, René jacques Baumier)
  - no 19 (après 1913, Arsène Auvray)
  - no 20 (A. Nicolas)
- Rue du XXe siècle (officiellement ouverte en 1899, prolongée en 1904 et classée dans la voirie urbaine en 1906)
  - nos 2-4 (Aumasson)
  - no 12 (Wouters)
  - no 19 (A. Nicolas)
  - no 34 (1908, A. Nicolas)
  - no 43 (vers 1913, Aumasson)
- Rue Barbey d'Aurevilly (à l'origine portion de la rue Docteur Rayer, elle prend son nom actuel en 1907)
  - no 26 (avant 1905, Tourmente et E. Piotin)
- Rue des Fossés Saint-Julien (appellation en usage[Note 7], officiellement consacrée en 1907)
  - no 20 (vers 1906, H. Deguernel)
- Rue Leverrier (officiellement ouverte en 1918 et classée parmi la voirie urbaine le 16 janvier 1923, on y trouve toutefois des maisons datant des années 1900)
  - no 1 (1904-1905, A. Nicolas)
  - no 3 (1907, A. Nicolas)
  - no 5 (A. Nicolas).
- Rue Pémagnie (rectifiée dans les années 1880-années 1890)
  - no 1, maison Charbonnier (A. Nicolas) -  Inscrit MH (2008)[6]

On trouve dans ce secteur quelques tentatives d'introduction de l'art nouveau. Elles sont toutefois assez rares et souvent peu abouties :
- nos 2-4, rue du XXe siècle (construite par Aumasson),
- no 24, rue Isidore Pierre (construite également par Aumasson),
- no 20, rue des Fossés Saint-Julien (construite en 1906 par Henri Deguernel).

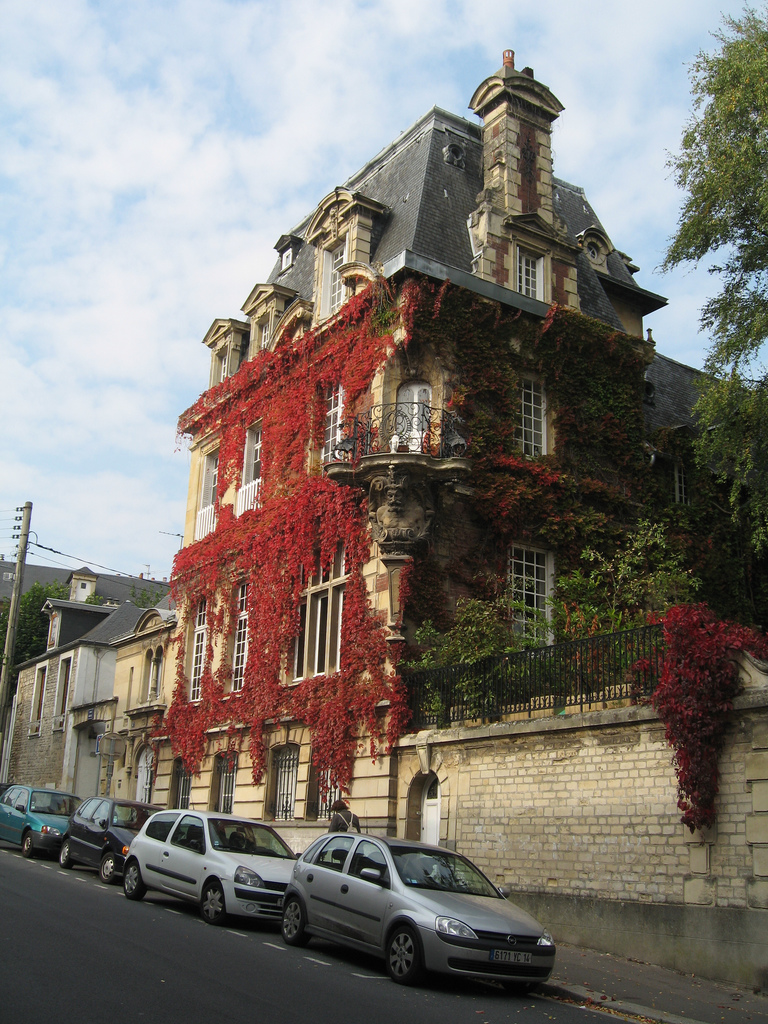
Villa Baumier.
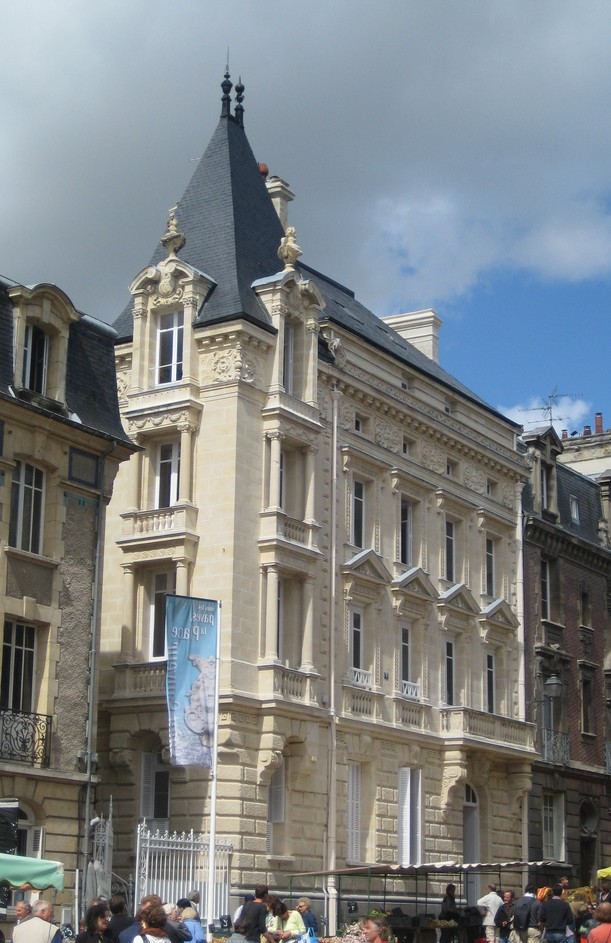
Maison Charbonnier.
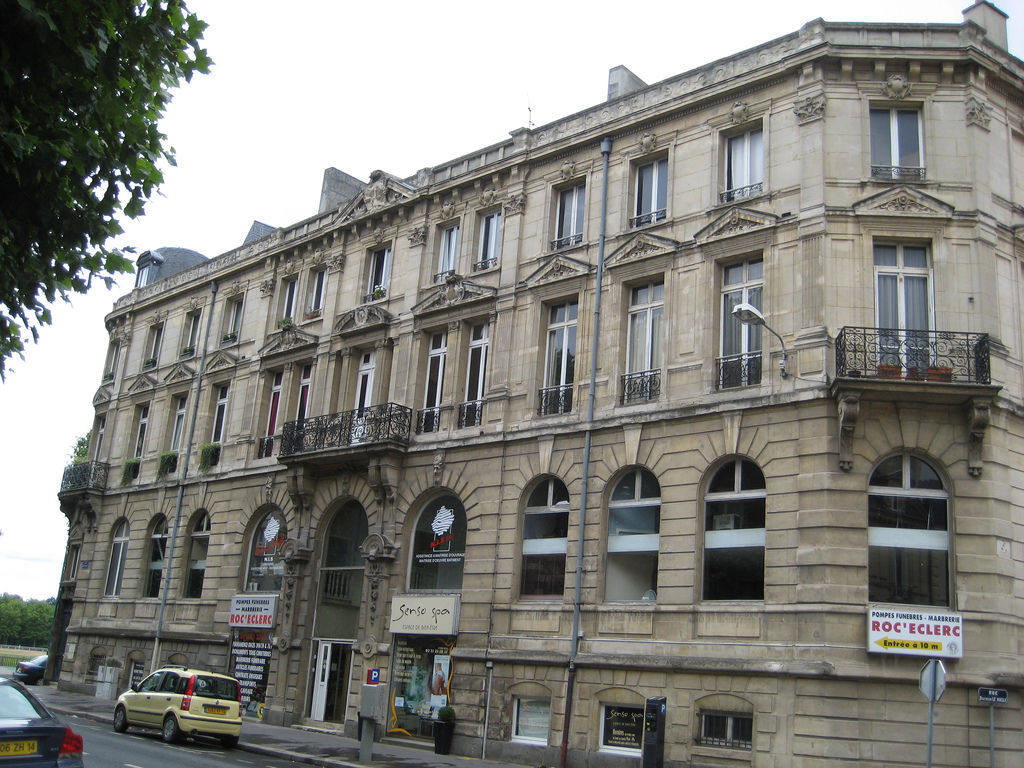
Hôtel des Croisiers.

## Localisation des quartiers
- Place de la République (49° 10′ 53″ N, 0° 21′ 49″ O).
- Place Saint-Sauveur (49° 10′ 58″ N, 0° 22′ 09″ O).
- Quartier autour de la gare Saint-Martin et au sud-ouest du Jardin des Plantes (49° 11′ 08″ N, 0° 22′ 19″ O).